# دومجه دی کادوره
دومجه دی کادوره (به ایتالیایی: Domegge di Cadore) یک کومونه در ایتالیا است که در استان بلونو واقع شده‌است.

## خصوصیات
دومجه دی کادوره ۵۰٫۴ کیلومترمربع مساحت و ۲٬۶۷۵ نفر جمعیت دارد و ۷۷۵ متر بالاتر از سطح دریا واقع شده‌است.